# Premier lycée de garçons de Kazan
Le Premier lycée de garçons de Kazan ou lycée impérial de Kazan ( Первая Казанская мужская гимназия) est le premier lycée classique (gymnasium) ouvert en province en Russie. Il a ouvert dans la ville de Kazan en 1758 et a fermé ses portes en octobre 1917.

## Histoire
Le lycée (ou gymnase, calqué du gymnasium allemand) est inauguré à Kazan le 21 juillet 1758 «pour la reproduction des sciences» selon un décret du sénat. Il s'agit du premier lycée classique de province à ouvrir après ceux de Saint-Pétersbourg et de Moscou. L'initiative en revient au comte Ivan Chouvalov, curateur de l'université de Moscou, qui écrivit au sénat dirigeant que « pour la reproduction des sciences dans l'Empire, il est nécessaire de fonder, en plus de Moscou et de Saint-Pétersbourg, des gymnases, à partir desquels les jeunes gens qui progressent dans leur compréhension et leurs études pourraient se rendre à l'université de Moscou et à l'académie des sciences de Saint-Pétersbourg, afin d'étudier les sciences, à partir de ces nouveaux établissements. » La fondation de ce gymnase constitue la première étape du plan alors non réalisé de Chouvalov visant à aménager des écoles secondaires (gymnases) dans les grandes villes de Russie.
L'organisation et l'administration de cet établissement se font les premières années sous la houlette de l'université de Moscou qui nomme les directeurs. Les premiers directeurs en sont Mikhaïl Veriovkine, assesseur de la chancellerie de l'université de Moscou, Alexeï Kojine et le professeur Daniil Savitch. Les enseignants sont payés par l'université et les livres de la bibliothèque, envoyés aussi par l'université.
Le lycée de Kazan est organisé selon le modèle du lycée auprès de l'université de Moscou, avec deux sections: celle des fils de la noblesse et celle des fils des fonctionnaires d'autres rangs, à la suite de quoi, l'on utilise au début l'appellation de « lycées de Kazan » (au pluriel). Les matières enseignées sont le latin, le français, l'allemand, l'introduction à la philosophie, l'arithmétique, l'histoire, la géographie, la musique et le dessin. Le lycée compte en 1759 un effectif de 95 élèves (dont le futur poète Gavril Derjavine); en 1763, un effectif de 89 élèves dont 84 fils de nobles et 5 fils de roturiers. La direction du lycée (le titre exact du directeur est alors « commandant en chef ») est confiée entre 1765 et 1781 à Julius von Kanitz qui met de l'ordre dans l'enseignement et augmente le nombre de matières enseignées (dont les langues orientales); le nombre d'élèves augmente ainsi significativement. Le lycée de Kazan est le seul où l'on enseigne le tatar, l'arabe et d'autres langues orientales. C'est en 1769 qu'ouvre le premier cours de tatar. Plus tard on y enseigne le chinois par le moine Daniel. Ce sont les lycéens eux-mêmes qui défendent l'établissement et les rues avoisinnantes, lors de l'attaque de Pougatchiov en 1774.
En 1785, le lycée prend son indépendance par rapport à l'université de Moscou et il est placé sous la tutelle de l'ordre de la charité publique, ce qui immédiatement affecte ses finances. En 1789, le lycée ferme ses portes « faute de moyens » et à cause de l'ouverture de l'école principale populaire de Kazan à cette époque. Le prince Mechtcherski, gouverneur-général, décide en 1797 de la réouverture du lycée, obligatoire selon lui pour l'instruction de la noblesse. L'empereur Paul Ier signe le 31 octobre 1797 la permission de fonder un lycée (gymnase) financé par la ville de Kazan. Ses statuts sont approuvés par Mechtcherski le 21 décembre 1797; mais l'inauguration de l'établissement ne se fait qu'en 1799 à cause de la démission du prince entretemps. En plus des matières enseignées dans le secondaire, le lycée est à la pointe pour le latin, le français, l'allemand; mais aussi le tatar et également en ce qui concerne la philosophie avec la logique et la philosophie pratique. De même, les matières scientifiques sont abordées avec soin, notamment la géométrie et la trigonométrie, la mécanique, l'hydraulique, la physique, la chimie, l'histoire naturelle, l'architecture civile. les dernières classes abordent le droit pratique, l'artillerie, l'art des fortifications, la tactique. L'art n'est pas en reste avec le dessin, la musique, la danse, ainsi que l'escrime. L'empereur Paul Ier fait don au lycée de la bibliothèque de Potemkine, conservée à Novorossiïsk et comprenant nombre de livres et dessins rares.
À cette époque, le directeur du lycée est Alexandre Likhatchiov et le corps enseignant comprend entre autres Nikolaï Ibraguimov (lettres russes, poète russophone d'origine tatare), Ilia Iakovline (histoire-géographie, futur doyen de l'université impériale de Kazan), Piotr Tsepline, (mathématiques). L'imprimerie asiatique s'installe dans les locaux du lycée en 1800 et la direction du lycée en assure la censure si besoin.
L'université impériale de Kazan est inaugurée en 1804 sur la base du lycée. Les anciens élèves du lycée en sont factuellement les premiers étudiants à partir de février 1805: Trente-quatre jeunes gens ayant reçu le grade d'étudiants sont élèves des cours auprès de professeurs invités à ce titre. La plupart de ses professeurs étaient étrangers; parmi eux l'on compte Martin Bartels, Karl Fuchs et l'orientaliste Christian Martin Frähn. Entre 1805 et 1814, l'université et le lycée ne diffèrent pas en pratique, ce fut la période d'existence de l'institut pédagogoque chargé de la formation des enseignants du lycée. Il est dirigé par Ilia Iakovline, jouissant de la pleine confiance de l'administrateur Stepan Roumovski. En 1814, la formalisation finale de l'université indépendante et du lycée a lieu, et ce dernier, ayant cédé ses locaux à l'université, déménage dans des maisons nouvellement achetées près du lac Noir. Toutefois un incendie en 1815 endommage les lieux, le lycée retourne dans les locaux communs de l'université. Les dortoirs sont partagés avec des salles de cours et les familles de Kazan préfèrent donner leurs fils à des pensions privées, plutôt qu'au lycée devenu malcommode. Le directeur Iakovkine est renvoyé. L'arrivée de Mikhaïl Magnitski correspond à des années d'obscurantisme, ce dernier ayant décidé de brûler lui-même des livres jugés non conformes; mais la bibliothèque est sauvée grâce au professeur Dounaïev. Il est à noter que contrairement aux public schools d'Angleterre, les châtiments corporels sont interdits. En 1820, le gymnase dménage de nouveau de l'université dans ses locaux restaurés.
Entre 1830 et 1835, le lycée est réformé selon les statuts de 1828. Les matières sont réduites à l'enseignement du catéchisme, des lettres russes et de la logique, de la grammaire russe, de la géographie et de l'histoire, des statistiques, de la physique et des mathématiques, du latin et du grec, du français et de l'allemand, du dessin. Il ne reste plus que onze enseignants. Ordre est donné rapidement au plus haut d'enseigner les langues orientales: ce sont l'arabe, le turc, le tatar, le mongol, le chinois, le mandchou, le persan, et l'arménien.
En 1835, le lycée est appelé « Premier lycée », car l'on ouvre à Kazan un second lycée de garçons, dont les études sont payantes. Le Premier lycée accueille des élèves dont les études sont payées par l'État, pensionnaires, ou demi-pensionnaires. Le premier compte 173 élèves tandis que le second en compte 131.
L'héritier du trône visite le lycée en 1837, accompagné par le général Kavéline et Vassili Joukovski.
Le lycée fête le jubilé de son centenaire en 1868 avec dix ans de retard. Il reçoit alors le titre d'« impérial », bien qu'il l'ait porté au début, ce titre ayant été supprimé en 1828, faute de preuves documentaires.
L'année 1917 change le destin du lycée, d'abord avec la révolution de Février, les nouvelles autorités le considérant avec méfiance comme un foyer d'opposition au nouveau régime républicain. Finalement, il est fermé pendant la Révolution d'Octobre.

## Édifice
Au début, le lycée est abrité dans la maison du prince Vassili Galitzine, puis en 1762 rue Grouzinskaïa (de Géorgie), aujourd'hui rue Karl Marx. Le lycée est détruit par un incendie pendant la révolte de Pougatchiov en 1774. De 1775 à 1788, il se trouve rue Pokrovskaïa (de l'Intercession) et à partir de 1789 dans une maison achetée au prince Tenichev. L'université s'y installe également et le lycée déménage en 1807 dans une maison achetée à Kh. Molostov, où il demeure jusqu'à la fermeture.
Cet édifice à un étage est construit en style Empire (néoclassique) pour Molostov par l'architecte Filipp Emlianov, en 1789. Il est reconstruit en 1811 pour l'amélioration des locaux selon le projet des architectes Smirnov et Chelkovnikov. L'aile gauche du nouvel édifice était un ancien hôtel particulier qui a été réuni au reste par un portique hexastyle, avec une nouvelle aile et l'on ajoute un second étage avec une coupole.
Ses locaux abritent aujourd'hui l'université nationale technique de recherche de Kazan.

## Anciens élèves notables
- Sergueï Axakov
- Dordji Banzarov
- Vladimir Bourtsev
- Alexandre Boutlerov
- Ivan Chichkine
- Gavril Derjavine
- Alexandre Kniajevitch
- Mikhaïl Liapounov
- Nikolaï Lobatchevski
- Vassili Popov